# Edmund Cartwright
Edmund Cartwright (Marnham, 1743. április 24. – Hastings, 1823. október 30.) angol pap, a vetélős szövőgép feltalálója.

## Életpályája
Legkiválóbb találmánya a róla elnevezett gyapjúfésülőgép (1790), amellyel a fésülés gépi kivitelét sikeresen oldotta meg. Ezt megelőzően (1787) szövőgépet is szerkesztett, sőt, 20 szövőgéppel felszerelt, gőzerővel hajtott szövőgyárat is rendezett be, de szövőgépének tökéletlen volta miatt vállalatát (1793) kénytelen volt beszüntetni. 1789-ben lentilolót szerkesztett.

## Díjai, elismerései
1810-ben a parlament Cartwright érdemeit 10 000 font sterlinggel jutalmazta meg.